# 邬娜
邬娜（1974年—），中国女子乒乓球运动员。
她曾获得1995年世界乒乓球锦标赛女子双打铜牌，1997年世界乒乓球锦标赛混合双打金牌和女子单打铜牌。
丈夫是足球运动员商毅，儿子是网球运动员商竣程。